# Epeo

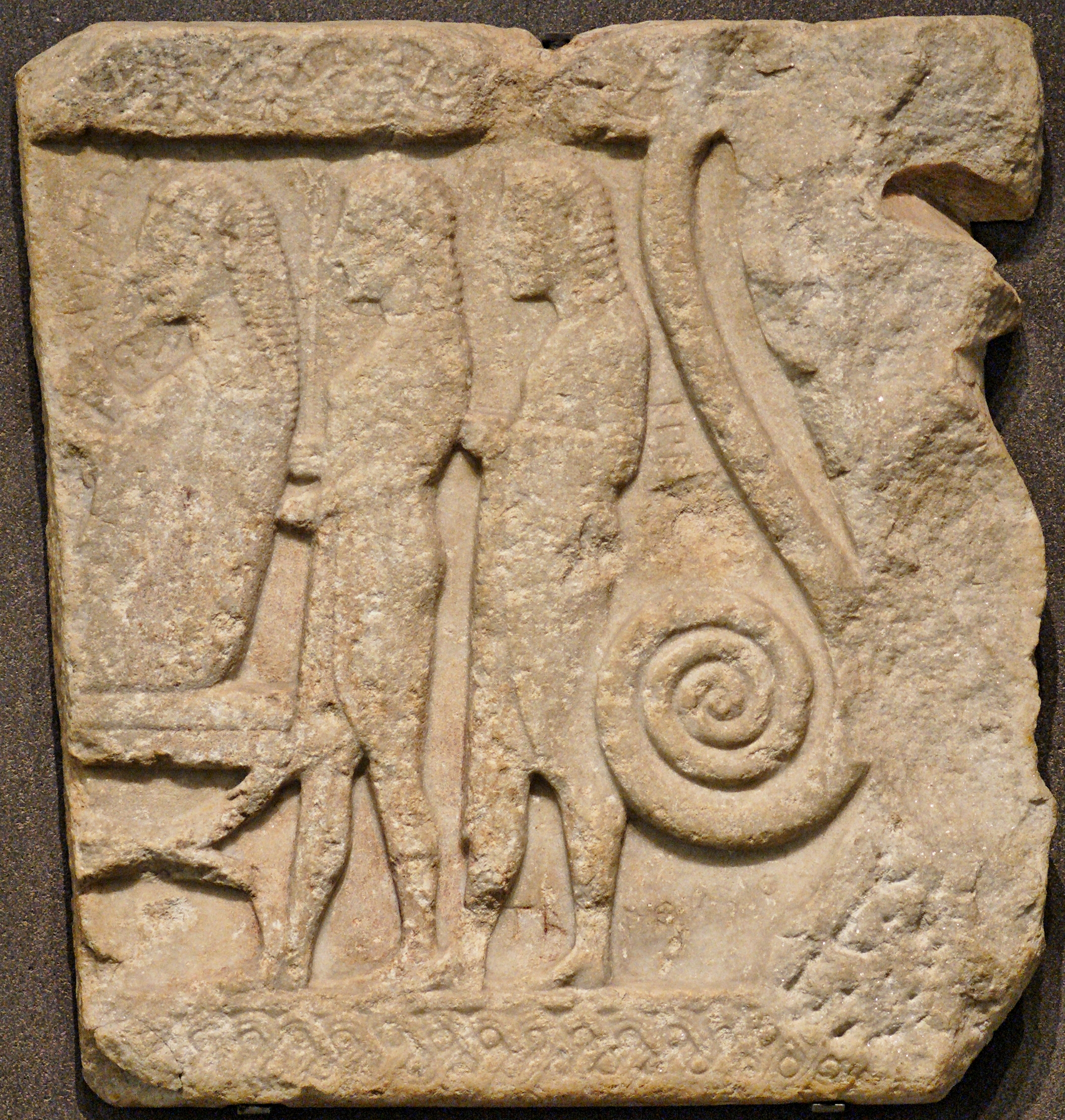
Agamenon, Taltibio y Epeo, hijo de Panopeo, representados en un relieve en mármol encontrado en Samotracia de alrededor de 560 a. C., Museo del Louvre, París.

Epeo (en griego antiguo: Ἐπειός) es un personaje de la mitología griega. Hijo de Panopeo, fue un soldado griego que participó en la expedición de la guerra de Troya al mando de treinta embarcaciones. Es famoso por ser el creador del caballo de Troya. En la Pequeña Ilíada se menciona que siguió las instrucciones de Atenea, pero la mayoría de las tradiciones atribuyen la idea del caballo a Odiseo.
Tras terminar la guerra, regresó a Italia, donde, según Virgilio, fundó las ciudades de Metaponto y Pisa. Según una tradición, en Metaponto consagró a la diosa Artemisa las herramientas con las que construyó el famoso caballo de madera. En la Ilíada, en los juegos fúnebres en honor de Patroclo, Aquiles ofreció una mula al aqueo más diestro en el pugilato. Epeo se jactó de ser el mejor y lo demostró derrotando a Euríalo.
Según la Descripción de Grecia, obra de Pausanias, Epeo figuraba en un fresco de Delfos, realizado por Polignoto, que ilustraba la toma de Troya: Epeo aparecía desnudo arrasando el recinto amurallado de la ciudad.